# Brachygluta haemoptera
Brachygluta haemoptera é uma espécie de insetos coleópteros polífagos pertencente à família Staphylinidae.
A autoridade científica da espécie é Aube, tendo sido descrita no ano de 1844.
Trata-se de uma espécie presente no território português.